# São Cristóvão (Sergipe)
São Cristóvão (en español: San Cristóbal) es una ciudad brasileña del estado de Sergipe. Tiene 107.118 habitantes (2016) siendo así la tercera ciudad del estado por su población tras las ciudades vecinas de Aracaju y Nossa Senhora do Socorro. Estas tres ciudades forman, junto con Barro dos Coqueiros el Área Metropolitana de Aracaju, cuya población asciende a 794.475 habitantes (2009).
São Cristóvão es la cuarta ciudad más antigua de Brasil y fue capital del estado de Sergipe hasta que fue transferida a Aracaju en 1855.

## Historia
Fundada por Cristóvão de Barros el 1 de enero de 1590, es la cuarta ciudad más antigua del país.
En 1637 fue invadida por los holandeses, quedando prácticamente destruida. Las tropas luso-españolas, bajo el mando del Conde de Bagnoli, intentando evitar el abastecimiento de los enemigos, incendiaron los cultivos, dispersaron al ganado y llamaron a la población a desertar. Los holandeses, que encontraron la ciudad semidesierta, terminaron de destruirla. En 1645 los holandeses fueron expulsados de Sergipe dejando la ciudad en ruinas.
A finales del siglo XVII, Sergipe fue anexionada a Bahía. En 1740, São Cristóvão fue invadida por los habitantes de Vila Nova, región del norte de Sergipe, sublevados contra el cobro de impuestos por parte de Portugal. A mediados del siglo XVIII, la ciudad fue totalmente reconstruida.
El día 8 de julio de 1820, a través del decreto de Juan VI de Portugal, Sergipe fue emancipada de Bahía, siendo elevada a la categoría de Provincia del Imperio del Brasil y São Cristóvão se convierte de nuevo en su capital.
A finales de la primera mitad del siglo XIX, los señores de los ingenios lideran un movimiento con el objetivo de transferir la capital a otra región donde hubiese un puerto capaz de recibir embarcaciones de mayor tamaño para facilitar la exportación de la producción azucarera, principal fuente económica de la época.
El 17 de marzo de 1855, el por entonces presidente de la provincia, Inácio Joaquim Barbosa, transfirió la capital a Aracaju. A partir de ese momento la ciudad pasa por un proceso de despoblamiento y crisis, que sólo será paliado a principios del siglo XX con la aparición de la línea de ferrocarril y las fábricas textiles.

## Patrimonio cultural y Plaza de San Francisco
La monumentalidad y los edificios históricos de la ciudad encuentran su mayor exponente en la Plaza de San Francisco, declarada por la UNESCO como Patrimonio de la Humanidad en 2010.

### Plaza de San Francisco
La Plaza de San Francisco es un ejemplo de la arquitectura religiosa tradicional del noreste de Brasil. Los principales monumentos que la componen son la iglesia y convento de San Francisco, la iglesia y Santa Casa de Misericordia, el Palacio Provincial y numerosas casas asociadas de los siglos XVIII y XIX.

#### Iglesia y convento de San Francisco
El convento de San Francisco también es conocido como de Santa Cruz.
El terreno donde se encuentra el convento de San Francisco fue donado por el sargento Bernardo Correa Leitão en 1659. El capital invertido en la construcción fue conseguido a través de limosnas de los propios ciudadanos.
Durante el siglo XIX las instalaciones del convento fueron utilizadas por la Asamblea Provincial y por la Tesorería General de la provincia. Las tropas que fueron a combatir a los sublevados de Canudos, en 1897, se hospedaron en el edificio.
A mediados del siglo XIX, el campanario amenazaba con derrumbarse debido a que su base era de adobe y no podía soportar el peso. Por ello, el gobierno provincial decide construir una nueva torre, pero como la capital fue trasladada a Aracaju, la segunda torre no fue acabada.
Con la prohibición de nuevos ingresos a las órdenes religiosas, en el reinado de Pedro II de Portugal, la construcción fue abandonada hasta 1902, cuando fue reformada por frailes alemanes. Esta reforma del padre Schimidt finaliza el campanario en 1908. Su forma recordaba a un casco antiguo por lo que decidió reformarla nuevamente en 1938, dándole una forma de estilo art déco, que era visiblemente desproporcionada. Pero su nueva estética contrastaba demasiado con el estilo colonial del conjunto franciscano por lo que el Instituto de Patrimonio Histórico y Artístico Nacional decidió derribarla en 1941 para construir la actual torre en 1943, cuyo estilo se integra mejor en el conjunto arquitectónico.
La iglesia posee un pórtico formado por cuatro arcos de piedra. En la parte superior, el frontón está formado por volutas y posee un nicho en su centro.
Actualmente, el convento alberga el Museo de Arte Sacro.

#### Iglesia y Santa Casa de Misericordia
Actualmente alberga el Hogar Inmaculada Concepción, administrado por las Hermanas clarisas. Sirve de escuela de enseñanza básica y de asilo para monjas mayores.
Se sabe que a comienzos del siglo XVII ya existía la Iglesia de la Misericordia, hecho probado por el testamento de Baltazar Barbuda, de marzo de 1627, que solicitó ser enterrado en esta iglesia.

El hospital de la Misericordia funcionaba ya en 1860, fecha en la que Pedro II de Portugal visitó el pueblo. Pero alrededor de 1870 el hospital pierde la subvención gubernamental, de la cual dependía desde la independencia de Brasil, por no tener durante años anteriores un médico y por tanto no haber tenido las condiciones necesarias para prestar los servicios a los enfermos. Esta es la razón por la cual el hospital cerró poco tiempo después.

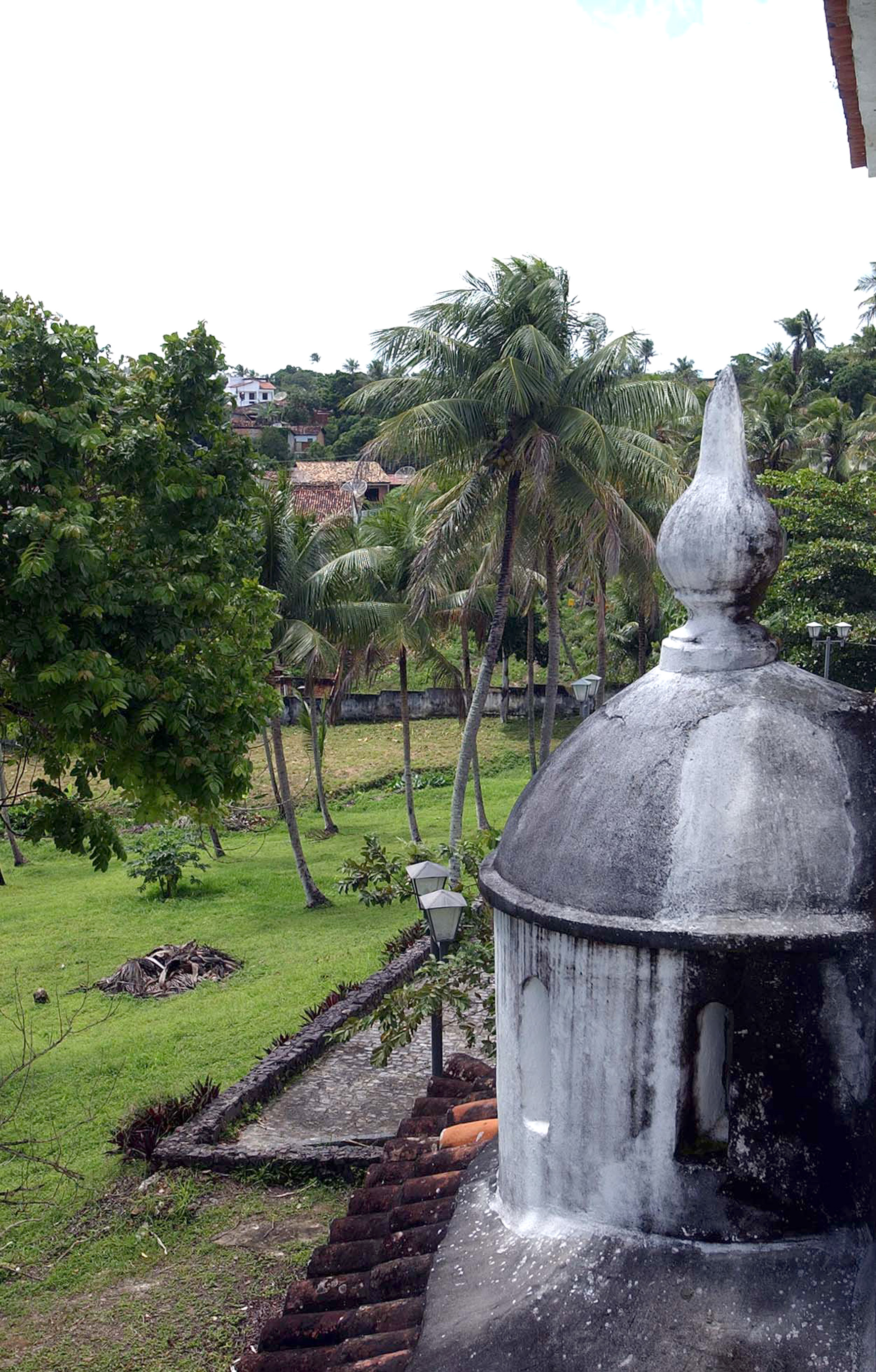
Convento de Santa Cruz.

A partir de 1922, después de un periodo de abandono, las Hermanas Misioneras de la Orden de la Inmaculada Concepción comienzan a administrar y utilizar el edificio como orfanato.
El conjunto formado por la iglesia y el antiguo hospital, que se unen por el campanario, forma un patio interno cuadrado con jardín y partes cubiertas.

### Otros monumentos
Otros monumentos de interés de São Cristóvão son el Convento del Carmen, fundado en 1699 por los carmelitas, y la Iglesia Matriz de Nuestra Señora de la Victoria, construido en 1608.